# Fonni
Fonni ist das höchstgelegene Bergdorf Sardiniens (1000 m).
Der Ort mit 3620 Einwohnern (Stand 31. Dezember 2023) liegt in der Provinz Nuoro in der italienischen Region Sardinien. Die ausgemalte Wallfahrtskirche Madonna dei Martiri besitzt ein historisches Madonnenbild, das bei dem Trachtenfest Sagra della Madonna dei Martiri (einstiger Anlass waren Transhumanzfeierlichkeiten) im Juni durch die Straßen getragen wird.
Fonni liegt 33 km südlich von Nuoro.
Die Nachbargemeinden sind: Desulo, Gavoi, Lodine, Mamoiada, Orgosolo, Ovodda und Villagrande Strisaili (OG).
Das Gigantengrab von Bidistili und das von Madau liegen ebenso in der Nähe von Fonni wie die Nuraghensiedlung Gremonu, die Menhire San Michele Urrui, die Domus de Janas von Gariunele und Domus de Janas und die Nuraghe von Dronnoro.

## Einzelnachweise

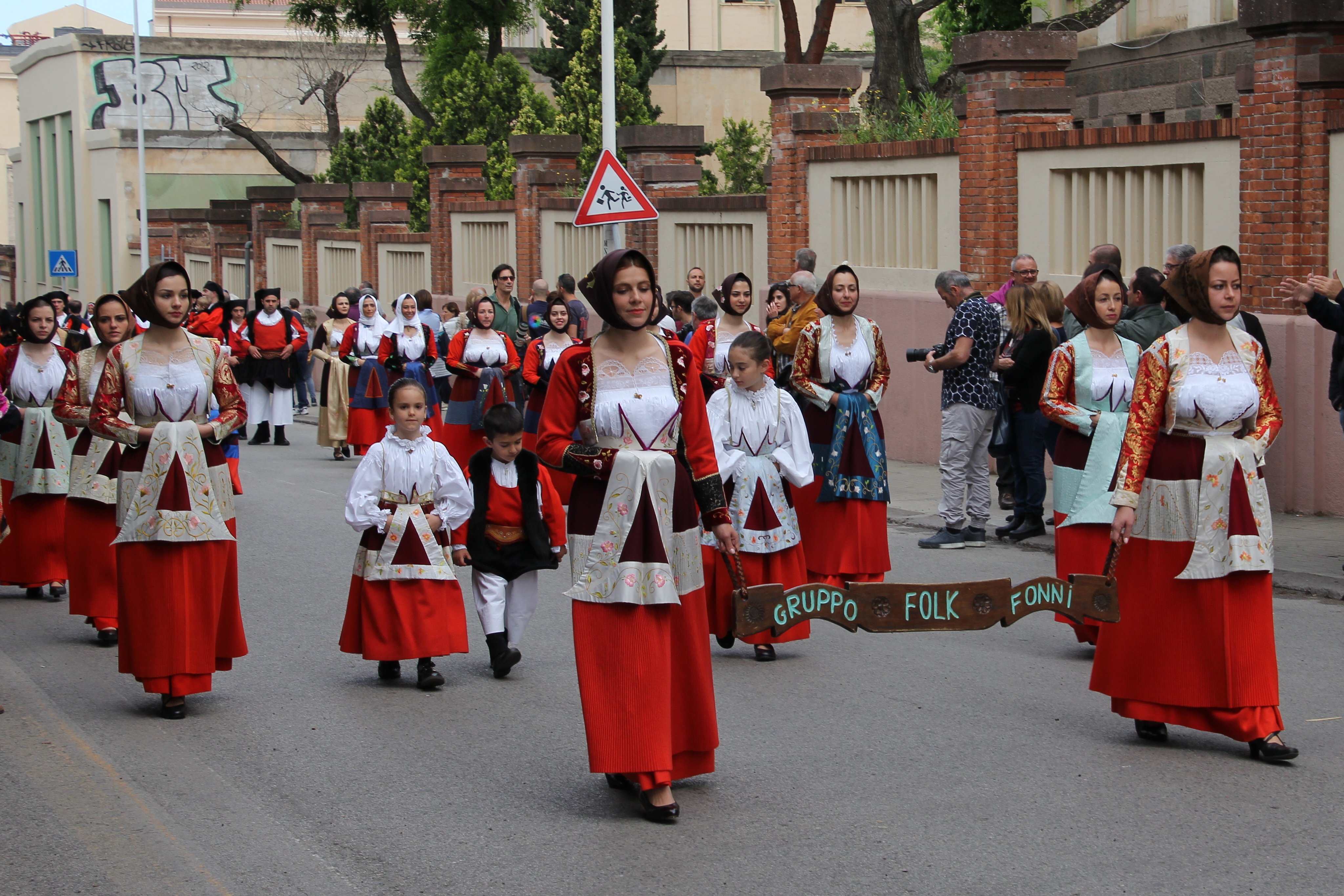
Traditionelle Tracht